# Повезаност
Повезаност (енгл. Coherence) је амерички научнофантастични филм са елементима психолошког трилера из 2013. године. Повезаност је први филм режисера Џејмса Ворда Биркита. Филм обрађује чудна дешавања која прате близак пролазак комете поред Земље.

## Радња филма
Осам пријатеља се окупља у породичној кући за вечеру током које влада напета атмосфера. У једном тренутку долази до нестанка струје које је узроковано пролазом комете близу Земље. Неколико пријатеља одлучи да напусти кућу и посети комшијску. Убрзо схватају да се комшијској кући налазе исто они и да је пролазак комете заправо избрисао границу између паралелних светова. Филм се развија у хаотичну ситуацију у којој долази до мешања између паралелних светова и у којој нико од пријатеља више није сигуран која верзија друга се налази уз њега. 